# Dobrije
Dobrije so naselje v Občini Ravne na Koroškem.